# الإنسان الفاني
" الرجل الفاني " هي أغنية للمغني الراب الأمريكي كندريك لامار. إنه المسار السادس عشر والأخير في ألبومه الإستوديو الثالث To Pimp a Butterfl، والذي تم إصداره في 15 مارس 2015 من خلال Top Dawg Entertainment و Aftermath Entertainment وInterscope Records.  أغنية مدتها 12 دقيقة، تتكون من قسم أغنية وقسم قصيدة وتنتهي بمقابلة وهمية بين لامار ومغني الراب الراحل توباك شاكور .